# خانه یوسف پزنده
خانه آقای یوسف پزنده مربوط به دوره قاجار است و در شهرستان فومن، شهرک ماسوله واقع شده و این اثر در تاریخ ۲۵ اسفند ۱۳۸۰ با شمارهٔ ثبت ۵۳۲۶ به‌عنوان یکی از آثار ملی ایران به ثبت رسیده است.